# Synegia angusta
Synegia angusta är en fjärilsart som beskrevs av Louis Beethoven Prout 1924. Synegia angusta ingår i släktet Synegia och familjen mätare. Inga underarter finns listade i Catalogue of Life.